# Governo da Cantábria
O Governo da Cantábria é uma das instituições que formam a Comunidade Autônoma da Cantábria, sendo o órgão superior que dirige a política e a administração desta comunidade autônoma espanhola e é a titular da função executiva e do poder regulamentar sobre aquele território.

## Composição
Preside o Conselho de Governo o Presidente da Cantábria, que é elegido pelo Parlamento da Cantábria entre seus membros. Este, por sua vez, elege os conselheiros, os quais podem ser membros do Parlamento.
O atual Presidente do Governo é Miguel Ángel Revilla Roiz.

## Empresas públicas
- Cantur.
- Sican.
- Sodercan.
- Gesvican.
- Puertos de Cantabria.
- Emcan (Servicio Cántabro de Empleo).
- PCTCan.
- Servicio Cántabro de Salud

## Dependências
Os diferentes conselhos do Governo da Cantábria se encontram repartidos na cidade de Santander. A sede da Presidência se encontrava na Calle Casimiro Sáinz, na zona de Puertochico. Porém, foi decidido demoli-la e construir um novo edifício projetado por Rafael Moneo em seu lugar. Esta nova construção teria alguns conselhos além da própria Presidência com objetivo de centralizar a administração e eliminar a dispersão. A sede principal do Governo se encontra atualmente de forma provisória no moderno Palácio de Peña Herbosa. Para o Conselho de Obras Públicas e Habitação, pretende-se construir um edifício no lugar do "El Palacio del Muebla", desmoronado em fevereiro de 2006..